# Comuna Cetariu, Bihor
Cetariu (în maghiară: Hegyközcsatár) este o comună în județul Bihor, Crișana, România, formată din satele Cetariu (reședința), Șișterea, Șușturogi și Tăutelec.

## Demografie
Componența etnică a comunei Cetariu
     Maghiari (61,82%)
     Români (28,75%)
     Alte etnii (0,49%)
     Necunoscută (8,94%)
Componența confesională a comunei Cetariu
     Reformați (51,65%)
     Ortodocși (13,51%)
     Romano-catolici (11,65%)
     Greco-catolici (9,39%)
     Alte religii (4,42%)
     Necunoscută (9,39%)
Conform recensământului efectuat în 2021, populația comunei Cetariu se ridică la 2.035 de locuitori, în scădere față de recensământul anterior din 2011, când fuseseră înregistrați 2.165 de locuitori. Majoritatea locuitorilor sunt maghiari (61,82%), cu o minoritate de români (28,75%), iar pentru 8,94% nu se cunoaște apartenența etnică. Din punct de vedere confesional, majoritatea locuitorilor sunt reformați (51,65%), cu minorități de ortodocși (13,51%), romano-catolici (11,65%) și greco-catolici (9,39%), iar pentru 9,39% nu se cunoaște apartenența confesională.

## Politică și administrație
Comuna Cetariu este administrată de un primar și un consiliu local compus din 11 consilieri. Primarul, Ferenc-Sandor Biro[*], de la Alianța Maghiară din Transilvania, este în funcție din octombrie 2020. Începând cu alegerile locale din 2024, consiliul local are următoarea componență pe partide politice:
|  | Partid                                 | Consilieri | Componența Consiliului | Componența Consiliului | Componența Consiliului | Componența Consiliului | Componența Consiliului | Componența Consiliului |
|  | -------------------------------------- | ---------- | ---------------------- | ---------------------- | ---------------------- | ---------------------- | ---------------------- | ---------------------- |
|  | Alianța Maghiară din Transilvania      | 6          |                        |                        |                        |                        |                        |                        |
|  | Uniunea Democrată Maghiară din România | 4          |                        |                        |                        |                        |                        |                        |
|  | Partidul Național Liberal              | 1          |                        |                        |                        |                        |                        |                        |

## Monumente
- Biserica reformată din satul Cetariu, construcție secolul al XIII-lea, monument istoric
- Biserica romano-catolică „Sfânta Maria” din Cetariu, construită între anii 1804 - 1809, monument istoric
- Biserica reformată din Șișterea, construcție din secolul al XIII-lea, monument istoric
- Casa parohială a bisericii romano-catolice din satul Cetariu, construcție 1743, monument istoric
- Așezarea fortificată de la Șușturogi
- Așezarea medievală de la Tăutelec
- Lacul Valea Vițeilor
- Lacul Valea Popilor